# Вулиця Гданська (Бранево)
Вулиця Гданська (раніше Langgasse) — головна вулиця Бранева. Протягається від вул. Фромборкської до ринку. Головна вісь другого розташування міста приблизно з 1280 року, одночасно створюючи його ринок.

## Історія
Місто мало форму правильного прямокутника розміром 400 х 250 м, захищеного ровом і дерев'яно-земляним валом; в чотирнадцятому столітті це вже була стіна. Центральною віссю Старого міста була вул. Довга (Langgasse), поруч з якою стояла ратуша. Із заходу вулиця закривалася Високими воротами (№ 1 Hoge Thor на плані від 1635 р.) і Млиновими воротами (№ 6 Mühlen Thor) зі сходу. У більш широкій перспективі, це був основний шлях сполучення, що з'єднує Марієнбург і Ельбінг з Кенігсбергом.
Під час Другої світової війни, у лютому-березні 1945 року, фронт Червоної Армії проходив через Бранево. Внаслідок повітряних нальотів та артилерійських обстрілів значна частина історичних будівель вулиці була зруйнована. Були знесені руїни багатьох будинків (в тому числі будівля ратуші), на їх місці виникли нові житлові будинки, соціалістичні будівлі, торгові павільйони, а деякі ще залишилися порожніми площами.

## Опис
Вулиця Гданська є однією з найстаріших у Бранево і є частиною міського плану Старого міста, яке сформувалося в XIV столітті (реєстр пам'яток, реєстр. №:B/237 від 14 грудня 1957 р.). Сьогодні вона трохи довше — починається, як і в середні віки, на висоті рову і міських стін і спускається по місту до річки Пасленки, а потім до перетину вулиць Костюшки, Крулевецької і площі Пілсудського.

## Архітектурні пам'ятки
- рів із захисними стінами міста, пам'ятник, реєстровий номер: В/49 (537/97) від 14 грудня 1957 р.[4]
- історична єзуїтська школа, вул. Гданська 19, пам'ятник, 1743-1771, реєстраційний номер: B/46 (543/97) від 14 грудня 1957 р.[4]
- Вежа Клеша, вул. Гданська 17-19, XIV, реєстраційний номер: B/239 (542/97) від 14 грудня 1957 р.[4]